# Robert Laul
Janis Robert Laul, född 1 februari 1976 i Bergsjön, Göteborg, är en svensk journalist, som är verksam som fotbollskrönikör och sportjournalist på tidningen Göteborgs-Posten. Han är tidigare fotbollsspelare på elitnivå med Ljungskile SK. Han är också författare och föreläsare.

## Journalistisk karriär
Robert Laul föddes i stadsdelen Bergsjön i Göteborg, men flyttade senare till Jonsered där han växte upp. Han gick den tvååriga journalistlinjen på Ljungskile folkhögskola. Han skrev för magasinet Slitz 2000–2001.
Han började sedan arbeta på Aftonbladet. Hösten 2008 startades webb-tv-programmet Laul Calling på Sportbladets webbsida, ett debattprogram om fotboll med Robert Laul som programledare. Från våren 2011 medverkade Laul i Laul Talking som var en uppföljare till Laul Calling. Från 2011 medverkade han som ständig medlem i Aftonbladets diskussionspanel Oj vilken vecka. Hösten 2012 startades Bollklubben med Laul som programledare. I september 2017 började Laul på Aftonbladets Plus-redaktion bland annat med intervjuserien "Laul möter".
I november 2015 berättade Laul att han sjukskrivit sig på grund av ett eskalerande alkoholmissbruk. I november 2017 kritiserades Aftonbladet av Jennifer Wegerup för en grabbig kultur. Hon exemplifierade med tidningens hantering av spridningen av ett filmklipp där Laul, i berusat tillstånd, sjungit på ett nedsättande och sexistiskt sätt om henne.
I mars 2018 gav Robert Laul ut boken Alkisbarn – Fotboll, fylla och fajt på Norstedts förlag. Där beskriver han sin uppväxt i en missbruksfamilj, sin fotbolls- och journalistkarriär samt hur han efter sjukskrivningen 2015 tog sig ur ett långvarigt alkoholberonde.
Hösten 2021 lämnade han Aftonbladet och började arbeta på Göteborgs-Postens sportredaktion.

## Laul som fotbollsspelare
Lauls främsta merit som fotbollsspelare är spel i näst högsta serien superettan med Ljungskile SK. Efter flytten till Stockholm i samband med anställningen på Aftonbladet var han aktiv som spelare i flera klubbar i stora delar av seriepyramiden från division VI och uppåt.

### Klubbar
Laul har spelat fotboll för följande klubbar:
- Jonsereds IF (1983–1998) [16]
- Ljungskile SK (1998–2000) [16]
- Hägersten SK (2002–2003) [16]
- Syrianska Botkyrka IF (tidigare Arameiska Syrianska KIF) (2003–2004) [16]
- Enskede IK (2004) [17]
- Nåjdens FK (2005) [17]
- Vasasällskapet (2006–2012) [18]
- Gamla Karlbergare (2013) [19]